# Mirocaris fortunata
Espèce
Synonymes
- Chorocaris fortunata Martin & Christiansen, 1995[1]
- Mirocaris keldyshi Vereshchaka, 1997[1]

Mirocaris fortunata est une espèce de crevettes marines de la famille des Alvinocarididae.

## Habitat et répartition
Cette crevette se rencontre dans le nord de l'océan Atlantique.

## Description
L'holotype de Mirocaris fortunata, une femelle portant des œufs, mesurait 30,2 mm et a été capturé à 1 624 m de profondeur et à environ 300 km au large des Açores. La taille des différents spécimens capturés (71 individus) s'échelonnait de 12 à 33,1 mm pour une taille moyenne de 21,4 mm. La plus petite des femelles portant des œufs mesurait 20,2 mm et la plus grande a été choisie comme holotype.

## Étymologie
Son nom spécifique, du latin fortunata, « chance », lui a été donné en référence au lieu de sa découverte, le Lucky Strike hydrothermal vent field, le long de la dorsale médio-atlantique. 

## Publication originale
- Martin & Christiansen, 1995 : A new species of the shrimp genus Chorocaris Martin & Hessler, 1990 (Crustacea: Decapoda: Bresiliidae) from hydrothermal vent fields along the Mid-Atlantic  Ridge. Proceedings of the Biological Society of Washington, vol. 108, n. 2, pp. 220-227 (texte intégral) (en) [PDF].